# Mark Rakita
Mark Semënovič Rakita (in russo Марк Семёнович Ракита?; Mosca, 22 luglio 1938) è un ex schermidore sovietico, vincitore di due medaglie d'oro e due d'argento nella scherma ai giochi olimpici.